# 黄志强 (外科学专家)
黄志强（1922年1月1日—2015年4月24日），男，汉族，广东新会人，中国普通外科学专家，中国工程院院士，中国人民解放军总医院专家组原组长。